# Delias menooensis
Delias menooensis is een vlindersoort uit de familie van de Pieridae (witjes), onderfamilie Pierinae.
Delias menooensis werd in 1922 beschreven door Joicey & Talbot.